# Авеццано
Авеццано (італ. Avezzano) — муніципалітет в Італії, у регіоні Абруццо, провінція Л'Аквіла.
Авеццано розташоване на відстані близько 85 км на схід від Рима, 37 км на південь від Л'Акуїли.
Населення — 42 394 особи (2014).
Щорічний фестиваль відбувається 27 квітня. Покровителька — Мадонна П'єтракваріа.

## Демографія
Населення за роками:

Станом на 1 січня 2023 року в муніципалітеті офіційно проживали 3392 іноземці з 77 країн, серед них 1039 громадян країн Євросоюзу та 244 громадяни України.

## Відомі особистості
В поселенні народився:
- Антоніо Менегетті (1936—2013) — італійський психолог, філософ, художник.

## Сусідні муніципалітети
- Аєллі
- Капістрелло
- Челано
- Луко-дей-Марсі
- Масса-д'Альбе
- Овіндолі
- Скуркола-Марсікана
- Тразакко